# Acreophthiria americana
Acreophthiria americana är en tvåvingeart som först beskrevs av Daniel William Coquillett 1895.  Acreophthiria americana ingår i släktet Acreophthiria och familjen svävflugor. Inga underarter finns listade i Catalogue of Life.